# إذاعة ألمانيا

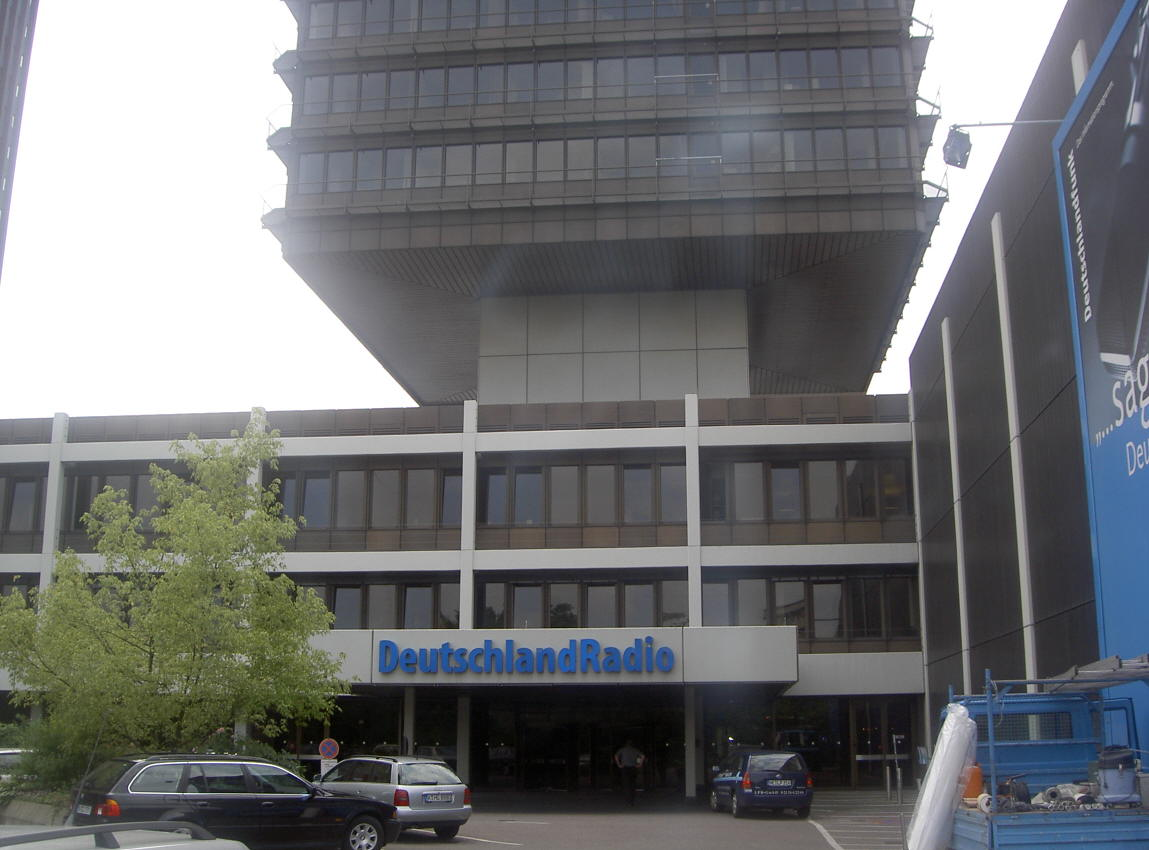
مدخل إذاعة ألمانيا في كولون

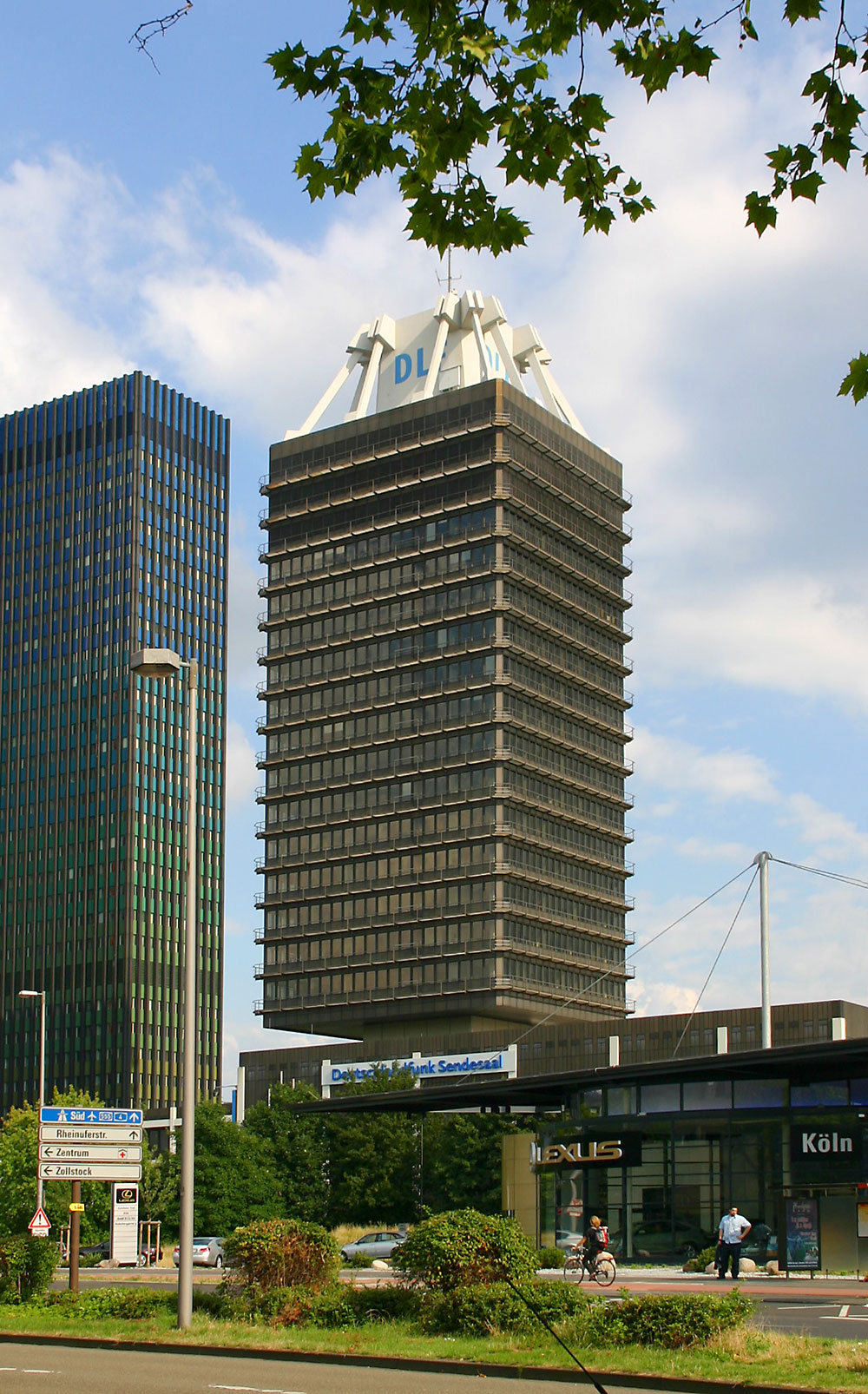
مبنى إذاعة ألمانيا في كولونيا الذي صممه المهندس الألماني غيرهارد فيبر وتم بنائه من طرف فريق التخطيط شتيلدورف

إذاعة ألمانيا (بالألمانية:Deutschlandfunk وتختصر DLF أي إذاعة ألمانيا) هي إذاعة ناطقة باللغة الألمانية، تبث برامجها من مدينة كولون على مدار الساعة ويقتصر بثها داخل ألمانيا فقط. بدأت بث برامجها في 1 يناير 1962 في تمام الساعة الرابعة بعد الظهر.

## برامج الإذاعة
البرامج الأساسية التي تهتم بها إذاعة ألمانيا هي التقارير والمعلومات الآنية والثقافة إضافة إلى المواضيع السياسية والاقتصادية والعلمية .